# Sloan Wilson
Sloan Wilson (Norwalk, 8 maggio 1920 – Colonial Beach, 25 maggio 2003) è stato uno scrittore statunitense.

## Biografia
Nato a Norwalk, Connecticut, l'8 maggio 1920, si è laureato all'Università di Harvard nel 1942 e nello stesso anno si è arruolato nella United States Coast Guard e ha prestato servizio come ufficiale durante la seconda guerra mondiale.
Ha esordito nella narrativa nel 1947 con il romanzo Viaggio nella notte incentrato sulla sua esperienza durante la guerra del Pacifico e in seguito ha pubblicato altri 11 romanzi oltre a numerosi racconti.
Giornalista per il Providence Journal e successivamente per il Time-Life, è principalmente noto per due celebri trasposizioni cinematografiche delle sue opere: L'uomo dal vestito grigio del 1956 e Scandalo al sole del 1959.
Sposatosi due volte, ha avuto un figlio (il biologo David Sloan Wilson) e tre figlie ed è morto a Colonial Beach il 25 maggio 2003 all'età di 83 anni per le complicazioni della malattia di Alzheimer.

## Opere

### Romanzi
- Viaggio nella notte (Voyage to Somewhere, 1947), Milano, Bompiani, 1950 traduzione di Giovanni Fletzer
- L'uomo dal vestito grigio (The Man in the Gray Flannel Suit, 1955), Milano, Mondadori, 1956 traduzione di Bruno Oddera
- Scandalo al sole (A Summer Place, 1958), Milano, Mondadori, 1960 traduzione di Bruno Oddera
- A Sense of Values (1961)
- L'uomo di una certa età (Georgie Winthrop, 1963), Torino, Frassinelli, 1964 traduzione di Ginetta Pignolo
- Janus Island (1967)
- All the Best People (1971)
- Small Town (1978)
- Destinazione Groenlandia (Ice Brothers, 1979), Milano, Selezione dal Reader's Digest, 1982 traduzione di Bruno Oddera (condensato del romanzo)
- Greatest Crime (1980)
- Pacific Interlude (1982)
- The Man in the Gray Flannel Suit II (1984)

### Racconti
- The Best and Most Powerful Machines (1946)
- The Octopus (1946)
- The Wonderful Plans (1946)
- Check for $90,000 (1947)
- Bearer of Bad Tidings (1947)
- Housewarming (1947)
- A Very Old Man (1947)
- Drunk on the Train (1948)
- The Reunion (1948)
- Bygones (1949)
- The Alarm Clock (1951)
- The Powder Keg (1951)
- The Black Mollies (1951)
- A Sword for my Children (1951)
- A Letter of Admonition (1951)
- Citation (1952)
- The Cook and the Book (1952)
- The Disappearance (1952)
- The News (1952)
- The Regatta (1952)
- A Friendship Sloop (1953)
- Lollapalooza and the Rogers Rock Hotel (1953)

### Poesie
- The Soldiers Who Sit (1945)
- Cup and Lip (1946)

## Adattamenti cinematografici
- L'uomo dal vestito grigio (The Man in the Gray Flannel Suit), regia di Nunnally Johnson (1956)
- Scandalo al sole (A Summer Place), regia di Delmer Daves (1959)